# バッドばつ丸
バッドばつ丸（バッドばつまる、ラテン文字表記：BAD BADTZ-MARU）は、日本のサンリオによるキャラクター。
サンリオキャラクターとしては珍しい悪役キャラクターである。キャラクターグッズ等では×○と表記されていることもある。
日本のみならず世界中に進出しており、中でも北米や台湾で人気が高い。

## 来歴
1992年にキャラクター開発、1993年にサンリオ初の悪役キャラクターとして登場。同年6月からグッズ販売を開始。
数多いサンリオキャラクターでも「BAD」という言葉が名前につく異色の存在。サンリオ本社では一旦ボツとなったが、子会社のサンリオピューロランドで登場させたところ人気を呼んだため、改めて正式展開された経緯がある。現在でも米国SANRIO inc.ではキャラクターグッズ展開が続いている。サンリオピューロランドの舞台作品への出演のほか、子供向け番組「キティズパラダイス」シリーズでレギュラー出演していたこともあって、一般の知名度はそれなりにある。
2006年バスケットボール世界選手権のマスコットキャラクターに起用される。それに伴い2000年代以降滞っていた日本での商品展開が久々に行なわれた。
2010年代後半ごろよりサンリオピューロランドの舞台作品に再び起用されるようになり、2020年には男の子キャラクターからなるキャラクターユニット「はぴだんぶい」のメンバーに起用され、商品展開が行なわれるなど、目にする機会が増えている。2020年4月28日にはユートレジャーからバッドばつ丸の高額なプラチナ950製ネックレスが発売された。

## プロフィール
1993年4月1日、ハワイオアフ島生まれ。ゴージャスタウンに住んでいる。
いたずら好きで、あまのじゃくなペンギンの少年。悪役や不良行為少年の味方をするのが好き。一人称は「オレ（様）」が多い。趣味は悪役スターのプロマイドの蒐集で、好物は銀座の高級なお寿司とポリパリラーメン。ツンツンと立った特徴的な髪型は毎日ドライヤーでセットを欠かさない。社長になることが将来の夢。パパはギャングのボスで、ママは超教育ママである。「ポチ」という名のワニを飼っていて、時々ちょっかいを出しては手を噛まれたりする。
妹に「バッドつん子」がいる。ほかにも双子の弟妹の「バッドツインズ」がいる。つん子は2001年、バッドばつ丸がドクターのコスプレをしたシリーズ「バッドばつ丸 ドクター」が発売された際に追加されたキャラクターである。つん子は2005年、『恋して!パッツ〜ン娘♪』で歌手デビュー（CD「サンリオTVオリジナルソングブック うれしSONG!!〜みらいへの宝箱」に収録）。また、ばつ丸とつん子のデュエット曲『わるわるワルツ』も発表している（作詞はばつ丸とつん子が担当）。
友達にはアザラシの「グッドはな丸」と、パンダの少女「伊集院パンダバ」などがいる。
担当声優は瀧本富士子。

### 家族
パパ
声 - 菅原正志
超楽天的な性格。「777」と書かれた黒いハットを被り黒いスーツを着ている。所有する車のナンバーは「777」である。ハットを被ったペンギンの子分を多く従えているギャングのボスだが、ママには頭が上がらない。近所の人たちからの人望は熱く、「バッドの旦那」と呼ばれている。趣味はパチンコで、自宅の地下にパチンコ専用の部屋まで完備されている。
ママ
声 - 片岡富枝
ばつ丸を教育しているチョー教育ママ。ばつ丸を「ばつ丸ちゃん」と呼んで溺愛している。ひょんなことから怒ることも多く、ばつ丸も逃げ出すほど。趣味はお料理。
バッドつん子
声 - 大谷育江
ばつ丸に勝るとも劣らないいたずらっ子。ハワイオアフ島の全寮制の名門校に在籍していた。バレエを習っている。趣味は悪戯をすることと日記を書くこと。誕生日は4月2日。
バッドツインズ
声 - 大谷育江
ハワイオアフ島の洞窟の中で生まれた。双子の弟妹ので、頭の毛が2本が妹、3本が弟。ずる賢さはばつ丸をも凌ぐ。超知りたがり屋でナゼナゼと相手を質問責めにする。趣味はモノマネで、テレビのモノマネ番組を観賞の際は番組を録画しておさらいも欠かさないほど。特技は双子の特徴を活かした分身の術。誕生日は4月2日。
ポチ
声 - 大谷育江
ゴージャス山のふもとの沼で生まれたばつ丸のペットで、番犬ならぬ番ワニ。鳴き声はそのまま「ワニ」。能天気でお気楽な性格。歯は丈夫で何でも齧れる。趣味はばつ丸との散歩と焼き魚を嗜むこと。誕生日は8月2日。

### 友だち
グッドはな丸
声 - かないみか
ロンドンの国立病院で生まれた。誰とでも仲良くなれる白いアザラシの男のコで「グッド」の名前の通りの優等生でよい子。素直な性格で誰よりもばつ丸のことを分かっている。趣味は園芸で、特技はボールの曲芸でヘディングが得意。誕生日は8月7日。
伊集院パンダバ
声 - 水原リン
中国の岩山で生まれた、とても短いスカートを穿いたパンダの女のコ。高級中華料理店に住んでいる。性格は根性が非常にひん曲がっていて、おだてにのりやすい。語尾に「〜ダバ」をつけて話す。趣味は音楽で、好きなジャンルはラップ。特技はシューマイの早食いで、口に一度に100個も入る。誕生日は8月8日。
蘇我イルカ
ゴージャスタウンのゴージャス病院で生まれた。本屋に住んでいるメガネがトレードマークで白いイルカの男のコ。IQ200の天才児で先生のように物知り。趣味は読書で、特技はうんちくを傾けること（特にばつ丸に）。ゴージャス市長になることが夢。誕生日は1月6日。
小川サメ夫
ゴージャスタウンのリバーサイドに生まれ住む。ノーテンキで勉強には弱くやたらとよく笑うが、豪快で素直な性格な男のコ。胸のサメ夫の「S」マークが特徴的。趣味はマンガを読むことで、特技は掃除機のようなすいこみあくびをすること。餅月あんこに心を寄せている。誕生日は3月10日。
野垣ゴロー
スイスの別荘で生まれた。ハンサムでキザだが、本人曰くデリケートで傷つきやすいハートの持ち主で、金持ちの男のコでおぼっちゃま。女のコへの心配りが上手い。趣味はバラの栽培で、特技は女のコをメロメロにすること。夢は世界一のソムリエになること。誕生日は5月6日。
はなたれカメ
ばつ丸の家の近所で生まれた、いつも鼻を垂らしているどこか惚けたカオをした青いカメの男のコで、つまらないギャグには鋭いツッコミを入れるなどけっこうクールな性格。機嫌が悪いと甲羅に閉じ籠る。ロマンチックな側面もある。趣味は作詩や夜空の星を眺めること。誕生日は覚えていないようなので不明である。
餅月あんこ
南の方で生まれたようだがハッキリせず、謎めいていて温厚でぼんやりした無口なアンコウの女のコ。ただし付き合いは良い。頭の上のライトは気分により色が変化する。家族はいるらしい（噂では大家族とも）。趣味はスイーツで、アンコウなだけに餡子が入ったお饅頭と羊羹が大好物。誕生日は教えてくれないのでよくわからないが、乙女座（8月23日-9月22日頃）らしい。

## 他キャラクターとの関係
サンリオキャラとしては珍しいちょい悪的なキャラクターということもあって、他のキャラクターに対していたずらやちょっかいを仕掛けることもしばしばで、その度に逃げ出すキャラクターも多いが、疎まれたり嫌われたりすることはなく関係自体は良好である。
またキティのボーイフレンドのダニエルと仲が良く、ピューロランドで一緒に遊んだり他キャラクターにいたずらしたりもしている。

## 映像化

### 劇場映画
- 『バッドばつ丸のオレのポチは世界一』[18][19]

1996年公開の第4回サンリオアニメフェスティバル上映作品の中の1本。

### オリジナルビデオ
- 『バッドばつ丸のオレは優等生』
- 『バットばつ丸の男度胸の思いやり』

### テレビ番組
- 『あそぼう!ハローキティ』
- 『ハローキティとバッドばつ丸』
- 『キティズパラダイス』シリーズ
  - 『キティズパラダイス』
  - 『キティズパラダイスII』
  - 『キティズパラダイスGold』
  - 『キティズパラダイスFresh』
  - 『キティズパラダイスPLUS』
  - 『キティズパラダイスpeace』

### 舞台作品
- 『パニック・イン・サンリオタウン〜ばつ丸の逆襲〜』

サンリオピューロランドの「ディスカバリーシアター」で1997年より2001年にかけて上演されたバッドばつ丸が主演のショーで、相棒の伊集院パンダバとともキティたちと共演され、舞台装置の映像にも登場する（詳細および出典はサンリオピューロランドの記事の当該項目を参照）。
- 『スーパーレビュービバ!!エステ・デ・ピューロ』

サンリオピューロランドの「メルヘンシアター」で1998年より2000年にかけて上演されたハローキティが主演のショーでバッドばつ丸も登場、仲間のたあ坊にいたずらをする（同上）。
- 『KAWAII KABUKI 〜ハローキティ一座の桃太郎〜』

サンリオピューロランドの「メルヘンシアター」で2018年より上演されるハローキティが主演の歌舞伎ショーで、バッドばつ丸もハローキティ一座の一人になり、劇中劇の敵役などとして登場する（同上）。
- 『Go for it!〜笑顔あつめて〜』

サンリオピューロランドの「エンターテイメントホール」で2020年より上演されるハローキティが主演の期間限定ショーで、バッドばつ丸もファンキーなラップでキティたちを盛り上げる（同上）。

### その他の作品
- 『時空探偵ゲンシクン』

サンリオピューロランドの4Dシアター「夢のタイムマシン」でハローキティと共に上映された。

## 音楽
- 『ばつ丸音頭』

作詞：井上ヒサト 作曲：片山耕 歌：バッドばつ丸

### シングル
- 『サンリオキャラクター目覚ましCD ハローキティのおはよう!みんな』（1994年、サンリオ V-2616 ISBN 4-387-94071-9）
全9曲。当CDシングルの3曲目と8曲目に「バッドばつ丸」のタイトルで収録。楽曲ではなく、ばつ丸が演じるドラマCDのような内容である。担当声優である瀧本富士子が演じている。

## サンリオキャラクター大賞の順位
『いちご新聞』の読者投票企画「サンリオキャラクター大賞」では1996年度（第11回）で獲得した1位が歴代最高である。1991年（第6回）より続いたポチャッコの6連覇がかかっており、それを阻止する形となった。1位を経験しているキャラクターでもあって、順位が明確にわかる範囲で20位圏外に陥落したことがない。2018年は総合順位は15位だが、アメリカでは2位を獲得した。2013年サンリオキャラクター大賞の特別企画である「これやります宣言」で、「10位以内なら王様サイズでオレ様のソファをつくってもらう」と宣言していたが、 最終結果は18位であったため実現には至らなかった。
2014年はいちご新聞紙面上での司会は「だちょのすけ」に代わりこの年に限り「バッドばつ丸」がつとめた。この年の総合順位は同じペンギンのキャラクターの「タキシードサム」に7票差の僅差で制した16位（14,882票）で、大賞を終えた際の一言は「もちろんオレ様は特別賞だろ」であった。
2016年はキャラクターをなでると1票が入る「なでる投票」が初めて実施され、スマートフォン上に表示されたキャラクターを指でなでるネットのなでる投票は、なで時間の長さで15位だが、これとは別にサンリオピューロランドのイベントでライブキャラクタ（着ぐるみ）を実際になでる「リアルなでる投票」の結果では1位を獲得する快挙を達成した。2016年のキャラクター大賞を終えた際、総合順位で1位を取れなかった理由は「サンリオショップにばつ丸の商品が少ないからだ」と主張した。
2020年は、コロナ関連によるサンリオショップの臨時休業が相次ぎ、思うようにサンリオショップ店頭からの投票（チップde投票）が出来なかったため、サンリオキャラクター大賞終了後の6月12日から30日にかけて、スピンアウト企画の 「チップde投票リターンズ」がサンリオショップ各店舗で開催され、サンリオショップのひとつのハーモニーランドにおいての結果は「バッドばつ丸」は8位であった（この回の票は、公式にはサンリオキャラクター大賞本戦の結果には反映されない）。
- 2025年サンリオキャラクター大賞11位
- 2024年サンリオキャラクター大賞13位
- 2023年サンリオキャラクター大賞10位
- 2022年サンリオキャラクター大賞12位
- 2021年サンリオキャラクター大賞14位（いちご新聞ランキング15位[29]）。
- 2020年サンリオキャラクター大賞14位（いちご新聞ランキング13位[30]）。
- 2019年サンリオキャラクター大賞12位（いちご新聞ランキング14位[31]）。
- 2018年サンリオキャラクター大賞15位（いちご新聞ランキング16位[32]）。
- 2017年サンリオキャラクター大賞14位（いちご新聞ランキング13位[33]）。
- 2016年サンリオキャラクター大賞17位（いちご新聞ランキング13位[34]） ／ なでる投票：ネット15位・リアル1位。
- 2015年サンリオキャラクター大賞20位[35]（いちご新聞ランキング18位[36]）。
- 2014年サンリオキャラクター大賞16位[23][37][注釈 1]（いちご新聞ランキング15位[39]）。
- 2013年サンリオキャラクター大賞18位。
- 2012年サンリオキャラクター大賞15位[40]。
- 2011年サンリオキャラクター大賞9位[3]。
- 2010年サンリオキャラクター大賞18位[41]。
- 2009年サンリオキャラクター大賞10位圏外。
- 2008年サンリオキャラクター大賞9位[3]。
- 2007年サンリオキャラクター大賞9位。
- 2006年サンリオキャラクター大賞10位。
- 2005年サンリオキャラクター大賞10位圏外。
- 2004年サンリオキャラクター大賞9位。
- 2003年サンリオキャラクター大賞9位。
- 2002年サンリオキャラクター大賞9位。
- 2001年サンリオキャラクター大賞7位。
- 2000年サンリオキャラクター大賞10位。
- 1999年サンリオキャラクター大賞10位。
- 1998年サンリオキャラクター大賞7位。
- 1997年サンリオキャラクター大賞3位。
- 1996年サンリオキャラクター大賞1位。
- 1995年サンリオキャラクター大賞2位。
- 1994年サンリオキャラクター大賞3位[3]。

### サブキャラコンテスト
いちご新聞オリジナル企画で「サブキャラコンテスト」が2016年より開催されている。第1回（2016年）の「サブキャラコンテスト」では「グッドはな丸」と「バッドつん子」がノミネートされ、「グッドはな丸」が7位、「バッドつん子」が26位にランクインされた。第2回（2017年）の「サブキャラコンテスト」では「伊集院パンダバ」と「バッドツインズ」がノミネートされ、「伊集院パンダバ」が17位、「バッドツインズ」が19位にランキングされた。第3回（2018年）は「ポチ」がノミネートされ、18位にランキングされた。第4回（2019年）は第1回（2016年）〜第3回（2018年）までの上位20キャラクター同士の決戦コンテストで、「伊集院パンダバ」が7位、「グッドはな丸」が14位、「ポチ」が24位、「バッドツインズ」が52位にランキングされた。仕切り直しとなる第5回（2020年）の「サブキャラコンテスト」では「伊集院パンダバ」と「グッドはな丸」がノミネートされ、「伊集院パンダバ」が11位、「グッドはな丸」が12位ににランキングされた。

## コラボレーション
- 2017年12月 - 幽☆遊☆白書×BAD BADTZ-MARU[46]

TVアニメ放送25周年を迎えた「幽☆遊☆白書」とコラボ。「2017年…いたずらっ子のばつ丸が、コエンマの許可を得てついに霊界進出！ ヤバい技を盗み取り、ばつ丸はBIGになれるのか?!」というコンセプトストーリーのもと、サンリオがコラボデザインを描き下ろした。

## 著名なファン
- 島倉りか[47] - 歌手・アイドル

- ゆきむら。(歌い手)
- ティモンディ　前田(芸人)
- 南翔太(タレント)
- EXIT　兼近(芸人)
- あの（アーティスト・タレント）
- 三拍子　高倉(芸人)

## その他

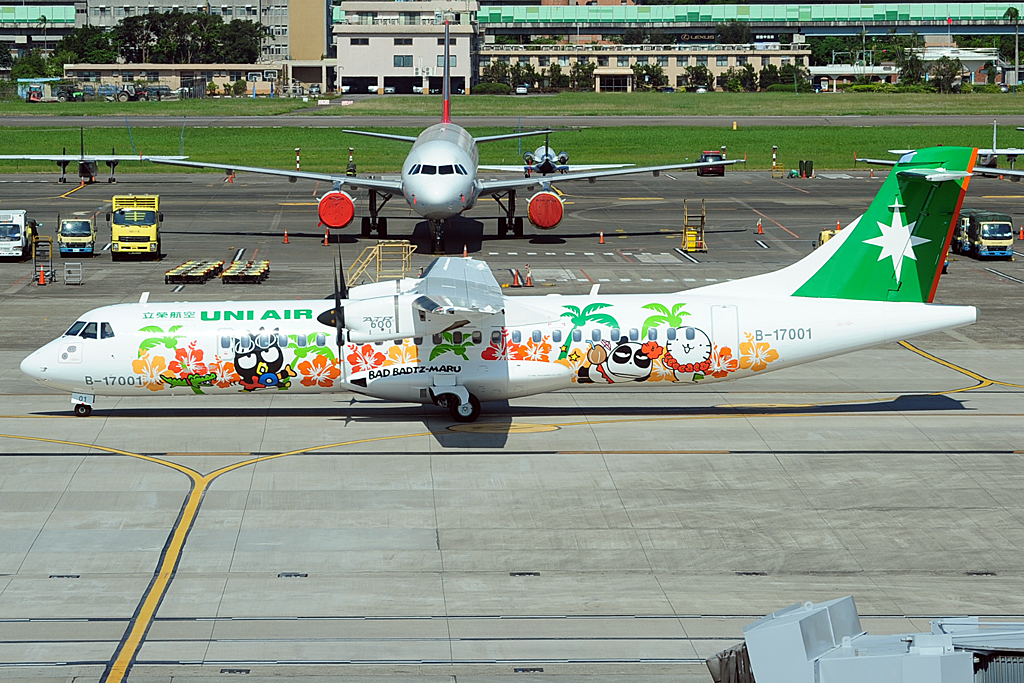
ユニー航空「バッドばつ丸」塗装機

- 『いちご新聞』でばつ丸が初めて表紙を飾ったのは、1994年8月号（318号）である[48]。
- サンリオピューロランドおよびハーモニーランドのアトラクションの「サンリオキャラクターボートライド」にバッドばつ丸のオブジェが設置されているゾーンがある[49]。
- サンリオは自信を失っている社会人にエールを送るべく　「にっぽんだいすきキャンペーン」が実施され、そのキャラクターにばつ丸を起用して、メモ帳やボールペンなどの4商品が2002年11月13日より発売された[50]。
- 台湾のエバー航空、ユニー航空と提携し、2017年3月4日より特別塗装機が運航されている[51][52]。
- サンリオが1996年2月16日に発売した「サンリオタイニーパーク」というエデュテインメントソフトに、バッドばつ丸のコンテンツである「バッドばつ丸の×○たたき」と称するモグラ叩きが収録されている[53]。また後日発売された「サンリオ タイニーパークvol.3」に「バッドばつ丸のチャリでゴー！」「バッドばつ丸のハラハラボンバー」が、「サンリオタイニーパークvol.4」に「バッドばつ丸のピコピコヘルメット」「バッドばつ丸のふうせんパッチン」が収録されている。また、ばつ丸とその仲間たちのゲームを収録した「ゴージャスタウンは大さわぎ!」というハイブリッドCDも発売された[54]。
- エクサムが発売するキッズ向けトレーディングカードアーケードゲームであるハローキティとまほうのエプロン 〜サンリオキャラクター大集合!〜の第4弾『〜みんな集まれ!お料理パーティー!〜』に登場するキャラクターのひとつとして、バッドばつ丸が起用された[55]。
- 2017年4月1日にはエイプリルフール企画でサンリオピューロランドを「バッドばつ丸ランド」と称して同館の1日館長を務め、館内もばつ丸をイメージしたブラックな内装で統一されるなどというイベントが公表されたが、エイプリルフール企画なので実際には実施されていない[56]。翌年もほぼ同様のイベントが公表された[57]ほか、4月15日まで「バッドばつ丸Week」も合わせて開催され、キャラクターグリーティングに高頻度でばつ丸が登場するなどした[58]。
- 2019年9月オープンした「ホテル沖縄 with サンリオ キャラクターズ」は館内のすべての客室がサンリオキャラクターで装飾されており、その中には「バッドばつ丸」で装飾された客室も用意されている[59][60]。